# 藤井敏明
藤井 敏明（ふじい としあき、1956年 - ）は、日本の裁判官、検察官。東京高等裁判所部総括判事。最高裁判所調査官、最高裁判所事務総局情報政策課長、司法研修所上席教官、長野地方裁判所長を歴任。

## 人物・経歴
千葉県松戸市出身。一橋大学法学部在学中に旧司法試験に合格。1980年大学を卒業し、司法修習生となる。1982年東京地方裁判所判事補に就任。大学及び任官同期に戸倉三郎。最高裁判所事務総局総務局付、検事・郵政省電気通信局監理課課長補佐、同事業政策課課長補佐、名古屋地方裁判所判事、東京地方裁判所判事、司法研修所教官、東京高等裁判所判事、最高裁判所調査官、最高裁判所事務総局情報政策課長、司法研修所上席教官、長野地方裁判所長等を経て、2015年東京高等裁判所部総括判事。2021年定年退官、川崎簡易裁判所判事。2022年依願退官、日本大学大学院法務研究科教授。

## 裁判
- 埼玉資産家夫婦死体遺棄事件で、「極めて計画性の高い事件」であるとして、元会社役員の被告人に対し、強盗殺人罪を適用して、死刑を言い渡した[6]。
- 元THE JAYWALKメンバーの中村耕一に対し、覚醒剤取締法違反で執行猶予4年の有罪判決を下したのち、「これから時間をかけて、どう償っていくのか考えて、立ち直ってほしいです」との説諭を行った[7]。
- 靖国神社のトイレを爆破した韓国籍の男に対し、1審の懲役4年を支持し控訴を棄却した[8]。
- 栃木小1女児殺害事件控訴審判決で、法令違反があったとして一審判決を破棄し、改めて無期懲役を言い渡した[9]。
- 配偶者からの暴力の防止及び被害者の保護等に関する法律違反被告事件の控訴審判決で、子の通う小学校を訪れて手紙を教頭に渡し、見送られ校外に出るまで8分間、学校敷地内に居た行為は、同法が禁止する「はいかい」に当たらないとして、一審の有罪判決を破棄し、無罪判決を言い渡した。[10]

## 著作
- 「司法修習制度の現状と今後の課題 (特集 法曹養成制度と大学教育)」法律のひろば / ぎょうせい 編 53(1) 2000-01 p.34～39」
- 「刑事事実認定入門」自由と正義 51(6) 2000-06 p.66～77
- 「司法研修所における集合研修の現状について (特集1 法曹養成の現状と課題)」自由と正義 51(11) (通号 620) 2000-11 p.26～45
- 「時の判例 自殺させて保険金を取得する目的で被害者に命令して岸壁上から自動車ごと海中に転落させた行為が殺人未遂罪に当たるとされた事例--最高裁平成16.1.20第三小法廷決定」ジュリスト / 有斐閣 [編] (1275) 2004-09-15 p.161～162
- 「時の判例 根抵当権者に相当の対価を支払い根抵当権を放棄させた行為と詐欺罪の成立--最三小決平成16.7.7」ジュリスト / 有斐閣 [編] (1288) 2005-04-15 p.139～141
- 「時の判例 被告人の配偶者,直系の親族又は兄弟姉妹からの保釈請求を却下した裁判に対する同人らの不服申立ての許否--最三小決平成17.3.25」ジュリスト / 有斐閣 [編] (1302) 2005-12-01 p.154～155
- 「時の判例 1.少年保護事件の抗告裁判所による非行事実の認定に関する事実の取調べと抗告裁判所の裁量 2.少年保護事件の抗告裁判所が非行事実の認定に関し家庭裁判所において検討していない点について行った事実の取調べが合理的な裁量の範囲内にあるとされた事例 最高裁平成17.3.30第一小法廷決定」ジュリスト / 有斐閣 [編] (1304) 2006-01 p.175～177
- 「時の判例 特定の候補者のために将来選挙運動を行う意思を有する者と公職選挙法225条1号及び3号にいう「選挙運動者」--最三小決平成17.7.6」ジュリスト / 有斐閣 [編] (1309) 2006-04-01 p.130～131
- 「時の判例 重篤な患者の親族から患者に対する「シャクティ治療」(判文参照)を依頼された者が入院中の患者を病院から運び出させた上必要な医療措置を受けさせないまま放置して死亡させた場合につき未必的殺意に基づく不作為による殺人罪が成立するとされた事例--最二小決平成17.7.4」ジュリスト / 有斐閣 [編] (1309) 2006-04-01 p.127～129
- 「時の判例 出資の受入れ,預り金及び金利等の取締りに関する法律(平成15年法律第136号による改正前のもの)5条2項所定の行為が反復累行された場合の罪数 ほか--最一小決平成17.8.1」 ジュリスト / 有斐閣 [編] (1311) 2006-05 p.188～191
- 「刑事関係 平成16.1.20,3小決 自殺させて保険金を取得する目的で被害者に命令して岸壁上から自動車ごと海中に転落させた行為が殺人未遂罪に当たるとされた事例 (最高裁判所判例解説 平成16年1,7,12月分」法曹時報 58(12) 2006-12 p.3948～3981
- 「刑事関係 平成16.7.7,3小決 根抵当権者に相当の対価を支払い根抵当権を放棄させた行為と詐欺罪の成立 (最高裁判所判例解説 平成16年1,7,12月分)」法曹時報 58(12) 2006-12 p.3982～3997
- 「刑事関係 平成17.3.30,1小決 1.少年保護事件の抗告裁判所による非行事実の認定に関する事実の取調べと抗告裁判所の裁量 2.少年保護事件の抗告裁判所が非行事実の認定に関し家庭裁判所において検討していない点について行った事実の取調べが合理的な裁量の範囲内にあるとされた事例 (最高裁判所判例解説 平成16年6,7,11,12月分 平成17年3,12月分 平成18年4月分)」法曹時報 59(1) 2007-01 p.336～347
- 「刑事関係 平成17.3.25,3小決 被告人の配偶者,直系の親族又は兄弟姉妹からの保釈請求を却下した裁判に対する同人らの不服申立ての許否 (最高裁判所判例解説 平成16年6,7,11,12月分 平成17年3,12月分 平成18年4月分)」法曹時報 59(1) 2007-01 p.325～335
- 「刑事関係 平成17.7.6,3小決 特定の候補者のために将来選挙運動を行う意思を有する者と公職選挙法225条1号及び3号にいう「選挙運動者」 (最高裁判所判例解説 平成16年7,10,11月分 平成17年7,11,12月分 平成18年1月分)」法曹時報 59(2) 2007-02 p.758～769
- 「刑事関係 平成17.7.4,2小決 重篤な患者の親族から患者に対する「シャクティ治療」(判文参照)を依頼された者が入院中の患者を病院から運び出させた上必要な医療措置を受けさせないまま放置して死亡させた場合につき未必的殺意に基づく不作為による殺人罪が成立するとされた事例 (最高裁判所判例解説 平成16年7,10,11月分 平成17年7,11,12月分 平成18年1月分)」法曹時報 59(2) 2007-02 p.733～757
- 「刑事関係 1. 出資の受入れ,預り金及び金利等の取締りに関する法律(平成15年法律第136号による改正前のもの)5条2項所定の行為が反復累行された場合の罪数 2. 貸金業の規制等に関する法律(平成15年法律第136号による改正前のもの)47条2号,11条1項に違反して無登録で貸金業を営む行為と出資の受入れ,預り金及び金利等の取締りに関する法律(平成15年法律第136号による改正前のもの)5条2項の制限超過利息を受領する行為との罪数関係 3. 組織的な犯罪の処罰及び犯罪収益の規制等に関する法律10条1項の犯罪収益等の取得につき仮装する行為と出資の受入れ,預り金及び金利等の取締りに関する法律(平成15年法律第136号による改正前のもの)5条2項の制限超過利息を受領する行為とが併合罪の関係にあるとされた事例[平成17.8.1第一小法廷決定] (最高裁判所判例解説--平成16年11月分 平成17年7,8月分 平成18年2月分)」法曹時報 59(4) 2007-04 p.1400～1424
- 「刑事関係 公園内の公衆便所の外壁にラッカースプレーでペンキを吹き付け「反戦」等と大書した行為が刑法260条前段にいう建造物の「損壊」に当たるとされた事例[平成18.1.17第三小法廷決定] (最高裁判所判例解説 平成16年2,4,7,12月分 平成17年4月分 平成18年1,4月分)」法曹時報 59(5) 2007-05 p.1747～1765
- 「時の判例 公園内の公衆便所の外壁にラッカースプレーでペンキを吹き付け「反戦」等と大書した行為が刑法260条前段にいう建造物の「損壊」に当たるとされた事例--最三小決平成18.1.17」 ジュリスト / 有斐閣 [編] (1334) 2007-05 p.227～228
- 「時の判例 窃取したクレジットカードの名義人氏名等を冒用してこれらをクレジットカード決済代行業者の使用する電子計算機に入力送信して電子マネーの利用権を取得した行為が電子計算機使用詐欺罪に当たるとされた事例--最一小決平成18.2.14」 ジュリスト / 有斐閣 [編] (1334) 2007-05 p.232～234